# 肾子藤
肾子藤（学名：Pachygone valida），为防己科粉绿藤属下的一个植物种。